# Coates (Cambridgeshire)
Coates – wieś w Anglii, w hrabstwie Cambridgeshire, w dystrykcie Fenland. Leży 42 km na północ od miasta Cambridge i 117 km na północ od Londynu.